# RBS TV Caxias do Sul
RBS TV Caxias do Sul é uma emissora de televisão brasileira com sede em Caxias do Sul, RS. É a mais antiga emissora de televisão do interior do estado, e a mais importante praça da RBS TV no interior. Opera no canal 8 (33 UHF digital) e é afiliada à TV Globo. A emissora integra a RBS TV, rede de televisão pertencente ao Grupo RBS, e é responsável pela cobertura de 47 municípios da Serra Gaúcha (incluindo cidades turísticas como Canela e Gramado) que juntos somam mais de um milhão de telespectadores. Seus estúdios estão localizados no Centro da cidade, e sua antena de transmissão está no bairro Jardim América.

## História
A TV Caxias foi fundada em 22 de fevereiro de 1969, sendo a primeira emissora de televisão do interior do Rio Grande do Sul. Essa iniciativa de interiorização foi comandada por Maurício Sirotsky Sobrinho, Ottoni Minghelli e Nestor Rizzo, baseada no modelo operacional de emissoras regionais dos Estados Unidos. No início, a TV Caxias produzia boa parte da programação, com destaque para o Hoje na Notícia, Tia Suzi (infantil), Domingo Alegre e a edição local do Jornal Nacional. O restante da grade era preenchida com programas da TV Gaúcha de Porto Alegre.
Em 1972, a TV Caxias testemunha a primeira transmissão a cores da televisão brasileira, com a exibição para todo o país do desfile de carros alegóricos da Festa da Uva. Ainda na década de 70, surgiram novos programas, como o Jornal do Almoço, que deu início à Rede Regional de Notícias.
Em 1983, a emissora passou a se chamar RBS TV Caxias do Sul. Assim, os programas da RBS TV Porto Alegre passaram a ter blocos locais, modelo utilizado até hoje. Em 1984, a emissora chegou a contar com uma sucursal em Bento Gonçalves, composta por uma equipe de jornalismo e um escritório comercial.
Em agosto de 2009, o Ibope divulgou uma pesquisa que confirmou a liderança de audiência da RBS TV Caxias. O destaque está no telejornal local RBS Notícias, que registrou mais de 78% de share entre os meses de abril e junho do mesmo ano.
Transição para o sinal digital
Com base no decreto federal de transição das emissoras de TV brasileiras do sinal analógico para o digital, a RBS TV Caxias do Sul, bem como as outras emissoras de Caxias do Sul, cessou suas transmissões pelo canal 8 VHF em 14 de março de 2018, seguindo o cronograma oficial da ANATEL.

## Programação
A RBS TV Caxias do Sul gera dois blocos locais do Jornal do Almoço apresentados por Shirlei Paravisi, que também coordena o telejornalismo da emissora. A equipe de repórteres é composta por Cláudia Alessi, Róger Ruffato, Luiza La-Rocca, Vitória Lovat e o repórter de esportes, Rodrigo Cordeiro. O telejornalismo local também conta com a videorrepórter Tainara Alba, que traz os principais assuntos da cidade de Bento Gonçalves. Todos produzem material para os programas locais, estaduais e para a Rede Globo. A coordenação de jornalismo é feita por Shirlei Paravisi. Foi a primeira emissora do interior do estado a ter o espaço local do Jornal do Almoço ampliado. O restante da grade de programação é ocupado pelos programas estaduais, gerados pela RBS TV Porto Alegre, e pelos programas nacionais da Rede Globo, a qual a RBS TV é afiliada. Em 24 horas de programação, são 20 minutos de conteúdo local.